# 善牧堂 (哈特福德)
善牧堂（Church of the Good Shepherd）是一座历史悠久的教堂，位于哈特福德155 Wyllys街155号。 
该堂建于1867年，为纪念于1862年去世的发明家塞缪尔·柯尔特，出资建造者是他的遗孀伊丽莎白·柯尔特。堂区楼建于1895年，以纪念他的儿子，在1894年去世的考德威尔·哈特·柯尔特。两座建筑均为爱德华·塔克曼·波特设计。1975年列入国家史迹名录。